# Декасульфид октатитана
Декасульфид октатитана — бинарное неорганическое соединение
титана и серы
с формулой Ti8S10,
кристаллы.

## Получение
- Нагревание стехиометрической смеси чистых веществ:

{\displaystyle {\mathsf {8Ti+10S\ {\xrightarrow {1850^{o}C}}\ Ti_{8}S_{10}}}}

## Физические свойства
Декасульфид октатитана образует кристаллы 
гексагональной сингонии, пространственная группа P 63/mmc, параметры ячейки a = 0,3429÷0,3439 нм, c = 0,2893 нм
.
Соединение образуется по перитектической реакции при температуре 1850°C.